# Olof Thelott
Olaus (Olof) Thelott, född på 1670-talet i Uppsala, död 1728 i Stockholm, var en svensk tecknare, träsnittare, kopparstickare och instrumentmakare.
Han var son till Philip Jacob Thelott och Sara Andersdotter samt bror till Hans Philip Thelott och halvbror till Philip Jacob Thelott och Anna Maria Thelott.  Han fick sin grundläggande utbildning av sin far och fick tillsammans med sia syskon hjälpa till med illustreringen av Olof Rudbecks Atlantica och Campus Elysii. Tillsammans med sin halvbror Philip Jacob skrevs han in vid Uppsala universitet  1696 för att studera mekanik. Vid universitetet tilldelades han stipendium flera år i rad och efter studierna flyttade han till Stockholm 1707. Han sökte den ledigförklarade tjänsten som instrumentmakare vid Uppsala universitet 1711 men före tillsättande indrogs tjänsten och han anställdes som kopparstickare vid Antikvitetsarkivet som efterträdare till Truls Arwidsson 1712. Hans lön vid Antikvitetsarkivet var inte fast utan han betalades styckevis för varje arbete och från bevarade handlingar från 1721 framgår det att han ansökte hos k m:t att få efterträda Nils Tungelfeldt som vapenritare och därmed ett fast arvode. Till Thelotts mer kända arbeten räknas en judisk kvinna i ett landskap som återutgavs i Johan Palmroots Mulier hebraca in cosmicis, diss., och en karta över Telemachs resor återutgiven i François de Salignac de la Motte-Fénelons Telemachs Eventyr 1723. Hans produktion består av illustrationer i kopparstick för vetenskapliga avhandlingar, kartverk och porträtt. Thelott är representerad vid Nationalmuseum och Kungliga biblioteket i Stockholm.